# Lasiurus insularis
Lasiurus insularis är en fladdermus i familjen läderlappar. Populationen räknades tidigare som underart eller synonym till Lasiurus intermedius och sedan 2005 godkänns den som art.
Arten har 57 till 64 mm långa underarmar och en vikt av 20 till 30 g. Kroppen är täckt med tjock päls som har en intensiv gulaktig färg. Nosen är inte långdragen och den har en bred form.
Denna fladdermus hittades i olika områden på Kuba men den är ganska sällsynt. Individerna vilar under palmernas stora blad och i annan växtlighet. De jagar olika insekter. Lasiurus insularis är känslig för orkaner som ofta förekommer i regionen. Den listas av IUCN som sårbar (VU).